# هانا هگرووا
هانا هِـگِـرووا (مجاری: Hana Hegerová؛ (زادهٔ ۲۰ اکتبر ۱۹۳۱ – درگذشتهٔ ۲۳ مارس ۲۰۲۱) بازیگر، و خواننده اهل جمهوری چک بود. وی بین سال‌های ۱۹۵۳ تا ۲۰۱۱ میلادی فعالیت می‌کرد.
از فیلم‌ها یا مجموعه‌های تلویزیونی که وی در آن‌ها نقش داشت، می‌توان به اگر یک‌هزار کلارینت اشاره نمود.